# Ивановское (Сумская область)
Ивановское (укр. Іванівське) — село,
Яцынский сельский совет,
Путивльский район,
Сумская область,
Украина.
Код КОАТУУ — 5923888402. Население по переписи 2001 года составляло 8 человек.

## Географическое положение
Село Ивановское находится в 3,5 км от левого берега реки Клевень.
На расстоянии до 2-х км расположены сёла Яцыно и Новая Шарповка.
По селу протекает пересыхающий ручей с запрудой.
Через село проходит автомобильная дорога Т-1911.